# Копорье (посёлок при железнодорожной станции, Ленинградская область)
Копорье — посёлок при станции в Копорском сельском поселении Ломоносовского района Ленинградской области.

## История
Согласно данным переписи населения СССР 1926 года на станции Копорье Копорского сельсовета Копорской волости Троцкого уезда проживали 6 человек — все русские.
По данным 1966, 1973 и 1990 годов посёлок при станции Копорье также входил в состав Копорского сельсовета.
В 1997 году в посёлке при станции Копорье Копорской волости проживали 54 человека, в 2002 году — 38 человек (русские — 87 %), в 2007 году — также 38 человек.

## География
Посёлок при станции Копорье расположен в юго-западной части района на автодороге 41К-014 (Волосово — Керново), к северу от административного центра поселения, села Копорье
Посёлок находится на линии Санкт-Петербург-Балтийский — Котлы.

## Демография
| 2002 | 2007 | 2010 | 2017 |
| ---- | ---- | ---- | ---- |
| 38   | →38  | ↗77  | ↘48  |

## Улицы
100-й км, 101-й км.